# Platja de sa Sabolla
La platja de sa Sabolla és una platja natural del municipi de Cadaqués (Alt Empordà) situada al sud de la badia de Cadaqués, prop del far de Calanans, dins del Parc Natural del Cap de Creus. Té una longitud de 50 m i una amplada mitjana de 23 m, formada per sorra gruixuda, graves, còdols i blocs. S'hi accedeix pel camí de ronda. S'hi practica el nudisme.
El nom de la platja deriva de bollar, que són les bombolles que fan els peixos al respirar, cosa que delata que n'hi ha en abundància. En aquesta platja s'havia extret morter i hi havia un forn de calç.